# Academia Zhukovsky de Engenharia da Força Aérea
Academia Zhukovsky de Engenharia da Força Aérea (Военно-воздушная инженерная академия имени профессора Н. Е. Жуковского) é uma instituição militar de ensino superior para formação treinamento e reciclagem de engenheiros na Rússia. Em 2008, a academia foi fundida com a Academia da Força Aérea de Gagarin para formar o Centro Educacional e Científico Militar da Força Aérea Russa.

## Ex-alunos notáveis
- Alexei Leonov, cosmonauta russo, o primeiro homem a andar no espaço.[1]
- Artem Mikoyan, engenheiro aeronáutico, projetista do caça MiG.[2]
- Yuri Gagarin, cosmonauta russo, primeiro homem no espaço.[3]
- Valentina Tereshkova, cosmonauta russa, primeira mulher a ser cosmonauta.[4]
- Yuri Gagarin, cosmonauta russo, primeiro homem no espaço.[3]